# Zbrojovka Brno
Збройовка Брно (чеш. Zbrojovka Brno) — чешский производитель огнестрельного оружия, автомобилей, сельхозтехники, офисной и вычислительной техники. Штаб-квартира находилась в городе Брно.

## История
Первоначально оружейная фирма носила наименование «Австро-Венгерская артиллерийская фабрика», являясь филиалом Венского Арсенала.
В 1918 году фабрику национализировали и на её основе было создано государственное предприятие под названием «Чехословацкий оружейный завод в Брно». Первоначально предприятие занималось ремонтом автомобилей, винтовок, телефонного и железнодорожного оборудования и инструментов. Кроме того производились детали для немецких и австрийских винтовок Mauser 98 и Mannlicher M1895, позднее была налажена сборка самих винтовок. В 1924-1925 годах был построен новый завод, где помимо винтовок и пулеметов выпускали автомобили, двигатели и другие машины. В 1930-х годах она также выпустила лицензионные пишущие машинки Remington и тракторы Škoda.
Во время немецкой оккупации Чехословакии предприятие было переименовано в Waffenwerke Brünn и задействовалось в производстве оружия для вермахта и Ваффен-СС. В 1944 году во время бомбардировки Брно, завод был серьёзно поврежден.
После освобождения он снова заработал. Во второй половине 1940-х годов он выпускал двигатели, оружие и тракторы. В ноябре 1945 года был изготовлен прототип Zetor Z-25, который сохранился до сегодняшнего дня, а трактора под данной маркой продолжают выпускать и поныне. Название происходит от слов «Zet» (первая буква названия фабрики) и «Or» (конец слова «трактор»).
В дальнейшем, здесь было освоено производство охотничьих двуствольных ружей модели "Z" (к началу 1970х годов выпускавшихся в четырех вариантах).
В 1980-х годах компания переориентировалась в основном на коммуникационные и вычислительные технологии, а также производство и ремонт оружия.
В условиях начавшегося в начале 1990-х годов в стране экономического кризиса положение предприятия осложнилось, число сотрудников начало снижаться. 
С 2003 года компания начала нести убытки. В июне 2006 года производство оружия было прекращено, и последние связанные с этим сотрудники были уволены 31 августа 2006 года. В начале сентября 2006 года BRNO RIFLES выставила на аукцион механические и обрабатывающие цеха и часть машинного оборудования Zbrojovka Brno, однако покупателей оборудование завода не заинтересовало. Машинами ныне владеет CZUB. Дальнейшие усилия были направлены на обеспечение приобретения прав на наиболее перспективные образцы оружия, разработанные на Збройовка Брно — охотничьи ружья серии BО 800 и Brno Effect. 15 января 2007 года остатки компании были выкуплены Česká zbrojovka Uherský Brod.

## Продукция

### Оружие
- vz. 98/22 — чехословацкая копия винтовки Mauser 98.
- vz. 24 — ещё одна винтовка на базе Mauser 98.
- ZB vz. 26
- ZH-29
- Karabiner 98k — производился в годы немецкой оккупации.
- ZB-53
- ZB-47
- ZB-50
- ZB-530
- ZK-383
- BRNO MOD2-E
- ZK 453 — 30-мм зенитное орудие.
- PLdvK vz.53 — 30-мм зенитное орудие, заменившее ZK 453.

## Автомобили
Zbrojovka производила легковые автомобили и легкие коммерческие грузовики с двухтактными двигателями. Первой моделью стал Disk, который представлял собой двухдверный легковой автомобиль с четырехцилиндровым двигателем объёмом 598 см³ и мощностью 10 лошадиных сил, выпущенный в 1924 году. Его заменил в 1926 году Z 18, который был двухдверным седаном, приводимым в действие двухцилиндровым двигателем мощностью 1005 см³, мощностью 18 лошадиных сил. В 1929 году начался выпуск Z 9, обладавшего двигателем объёмом в 993 см³ и мощностью 22 лошадиных силы. Варианты кузова для Z 9 включали четырёхдверный седан или кабриолет, двухдверный четырёхместный седан, двухместный кабриолет и коммерческий легкий грузовик.
В 1933 году Zbrojovka представила Z 4, снова с двухцилиндровым двигателем. Ранние версии были вытеснены более мощным двигателем объёмом 905 см³ и мощностью в 19 лошадиных сил. В 1934 году Zbrojovka представила версию с двигателем объёмом 980 см³, который производил 25 лошадиных сил в стандартной версии или 35 лошадиных сил в версии спортивного купе.
В 1935 году Zbrojovka расширила свой ассортимент двумя новыми моделями: Z 6 Hurvínek и Z 5 Express. Z 6 имел двухцилиндровый двигатель, с объёмом 735 см³ и мощностью 19 лошадиных сил. Двигатель Z 5 был модульным с версией Z 6: с четырьмя цилиндрами, объёмом 1,470см³ и производительностью в 40 лошадиных сил. Zbrojovka разработала новый стиль кузова для Z 5 и Z 6 и обновил корпус Z 4 до аналогичного стиля.
Zbrojovka прекратила производство Z4 и Z5 в 1936 году и Z6 в 1937 году. После Второй мировой войны компания сконцентрировала свое производство на тракторах.